# Phytomyza petiolaris
Phytomyza petiolaris este o specie de muște din genul Phytomyza, familia Agromyzidae, descrisă de Griffiths în anul 1975. Conform Catalogue of Life specia Phytomyza petiolaris nu are subspecii cunoscute.